# Futbol'nyj Klub Tver'
Il Tver', ufficialmente Futbol'nyj Klub Tver' (in russo Футбольный клуб Тверь?), è una società calcistica russa con sede a Tver'. Fino al 2020 si chiamava Volga Tver'.

## Storia

### Unione Sovietica
La prima squadra di Tver fu lo Spartak, fondato nel 1936; all'epoca la città era da poco stata chiama Kalinin, in onore di Michail Ivanovič Kalinin, rivoluzionario sovietico, ragion per cui il club era denominato Spartak Kalinin. Con questo nome la squadra non partecipò ai campionati nazionali, ma solo alla Coppa dell'Unione Sovietica. Terminata la Seconda Guerra mondiale il club siputò per la prima volta il campionato nazionale nel 1949, giocando nella Vtoraja Gruppa, cioè la seconda serie, retrocedendo immediatamente nei campionati statali.
Tra il 1951 e il 1952 la città di Kalinin fu rappresentata nei campionati nazionali dal MVO Mosca, che vinse la seconda serie e finì sesta nella massima categoria. Con il ritorno del MVO a Mosca nel 1953, lo Spartak Kalinin tornò in seconda serie, allora nota come Klass B, finendo nelle ultime posizioni. Le prestazioni della squadra migliorarono nelle stagioni successive; nel 1957 la società fu rinominata Volga Kalinin.
Nel 1960 e nel 1961 il Volga vinse per due anni consecutivi il proprio girone, ma fallì la promozione in massima serie ai play-off. Con la riforma dei campionati sovietici la Klass B divenne terza serie al termine della stagione 1962 e la squadra retrocesse. L'anno seguente, però, il Volga finì secondo nel proprio girone e vinse i play-off tornando immediatamente in seconda serie. Dopo sette stagioni in tale categoria la riforma dei campionati sovietici della fine del 1969 costrinsero il club ad una nuova retrocessione, nonostante il nono posto finale.
Dal 1970 al 1989 rimase in terza serie: la perse al termine della stagione 1989 quando fu retrocessa nella neonata Vtoraja Nizšaja Liga; l'anno seguente vinse il proprio girone tornando immediatamente in Vtoraja Liga. Nella coppa nazionale ottenne per due volte gli ottavi di finale (1955 e 1963).

### Russia
La fine dell'Unione Sovietica portò la città di Kalinin a ritrovare il nome antico di Tver'; il club fu inoltre rinominato Trion-Volga. Con la nascita del campionato russo di calcio fu collocato in Pervaja Liga, la seconda serie, ma finì ultima e retrocesse immediatamente. Dopo tre anni in terza serie, nel 1995 finì ventesimo, retrocedendo in Tret'ja Liga; l'anno seguente, però, ottenne l'immediata promozione, grazie al secondo posto finale; contemporaneamente il club cambiò nome in Volga Tver.
Retrocesso nei dilettanti alla fine del 1999, partecipò al massimo campionato dilettanti per quattro stagioni di seguito; ritrovò la terza serie al termine della stagione 2003, quando vinse il proprio girone: inizialmente la vittoria fu annullata a causa di una serie di sconfitte comminate a tavolino per la posizione irregolare di un suo calciatore, ma in seguito la squadra fu regolarmente ammessa ai professionisti. Da allora e fino al 2017 la squadra ha sempre giocato nel Girone Ovest della terza serie, ottenendo il migliore risultato proprio nel 2004, quando giunse al terzo posto.
Al termine della stagione 2016-2017 il club non ebbe più i requisiti per giocare tra i professionisti e la seconda squadra, militante nel massimo campionato dilettanti divenne la prima squadra. Dalla stagione successiva il club fu rinominato SŠOR Volga Tver (in russo СШОР?, SSHOR), dove la sigla iniziale indicava lo status di scuola calcio.
Nell'aprile del 2020 l'amministrazione dell'Oblast' di Tver' decise di creare un nuovo club professionistico in collaborazione con l'Arsenal Tula, club militante in massima serie; non potendo assumere la storica denominazione di Volga Tver' a causa delle norme federali, fu scelto il nome di Tver', mentre il SŠOR Volga Tver continuò a giocare nella massima serie dilettanti come formazione riserve.

## Palmarès

### Competizioni nazionali
- Pervaja Liga sovietica: 2

1960 (Girone 2), 1961 (Girone 1)
- Vtoraja Liga sovietica: 1

1963 (Girone Finale)

## Statistiche e record

### Partecipazione ai campionati

#### Unione Sovietica
| Livello | Categoria            | Partecipazioni | Debutto | Ultima stagione | Totale |
| ------- | -------------------- | -------------- | ------- | --------------- | ------ |
| 2º      | Vtoraja Gruppa       | 1              | 1949    | 1949            | 17     |
| 2º      | Klass B              | 10             | 1953    | 1962            | 17     |
| 2º      | Vtoraja Gruppa A     | 6              | 1964    | 1969            | 17     |
| 3º      | Klass B              | 1              | 1963    | 1963            | 28     |
| 3º      | Vtoraja Gruppa A     | 1              | 1970    | 1970            | 28     |
| 3º      | Vtoraja Liga         | 20             | 1971    | 1991            | 28     |
| 4º      | Vtoraja Nizšaja Liga | 1              | 1990    | 1990            | 1      |

#### Russia
| Livello | Categoria       | Partecipazioni | Debutto   | Ultima stagione | Totale |
| ------- | --------------- | -------------- | --------- | --------------- | ------ |
| 2º      | Pervaja Liga    | 1              | 1992      | 1992            | 1      |
| 3º      | Vtoraja liga    | 5              | 1993      | 2022-2023       | 21     |
| 3º      | Vtoroj divizion | 11             | 1998      | 2021-2022       | 21     |
| 3º      | PPF Ligi        | 5              | 2013-2014 | 2016-2021       | 21     |
| 4º      | Tret'ja Liga    | 1              | 1995      | 1995            | 1      |